# Улица Каляева (Воронеж)
Улица Каляева — улица в исторической части Воронежа. Начинается от территории Воронежского областного клинического онкологического диспансера, проходит к улице Степана Разина, на которую выходит по лестнице, сквозного проезда не имеет. Протяжённость улицы около 430 м.

## История
Сложилась уже в середине XVIII века. При реализации регулярного градостроительного плана 1774 года была спрямлена.
Историческое название Петропавловская было дано по одноименной церкви, стоявшей на перекрестке с современной улицей Цюрупы (снесена в 1960 году). Постепенно наименование Петропавловская перешло к этой соседней улице, при пересечении с которой стояла церковь. Прежнюю Петропавловскую для отличия от новой стали именовать 2-й Петропавловской, Петропавловским переулком, Малой Петропавловской. В первые годы советской власти основным стал топоним «Петропавловский переулок».
В 1928 году улица получила современное наименование в память о русском социалисте-революционере Иване Платоновиче Каляеве (1877—1905).
К достопримечательностям улицы относятся корпуса бывших Синицынских казарм (напротив того места, где была Петропавлавская церковь), дом-приют (крупнейший в городе) для бедных женщин имени М. С. Ягуповой, сооруженный в 1912—1913 годах на средства воронежской мещанки М. С. Ягупова (проект архитектора  Михаила Замятнина, современный адрес д. 19, здание занимает кожно-венерологический диспансер).
В 2017 году предлагалось вернуть улице историческое название — Петропавловская, однако опрос жителей улицы показал, что они против переименования